# Chuột leo tai lớn
Chuột leo tai lớn, tên khoa học Ototylomys phyllotis, là một loài động vật có vú, loài duy nhất trong chi Ototylomys, thuộc họ Cricetidae, bộ Gặm nhấm. Loài này được Merriam mô tả năm 1901. Chúng được tìm thấy ở Belize, Costa Rica, El Salvador, Guatemala, Honduras, México, và Nicaragua.